# Parallaxe du pouce

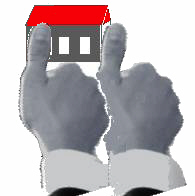
Selon l'œil utilisé pour observer, le pouce ne coïncide pas avec l'arrière plan au même emplacement.

La parallaxe du pouce, est une règle empirique pour estimer l'éloignement d'un objet ou sa taille. La règle se base sur l'approximation que la longueur de la parallaxe du pouce sur l'arrière plan lors du changement d’œil d'observation (voir illustration ci-contre) est d'environ un dixième de la distance de l'observateur à l'objet de l'arrière plan,,.
Cette règle utilise la parallaxe des directions de visée des deux yeux sur le bord latéral d'un pouce observé avec le bras tendu.

## Principe

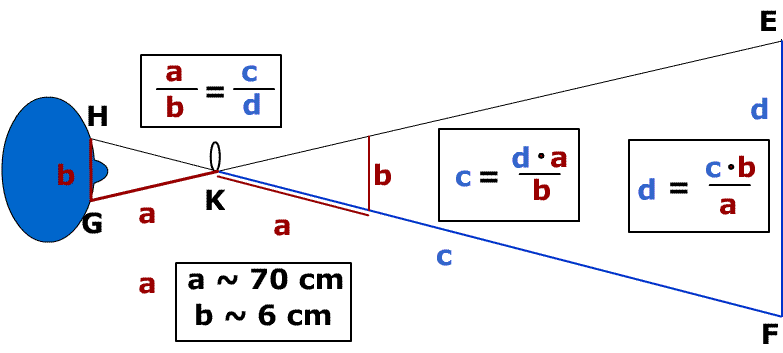
Théorème de Thalès : a = longueur de bras ; b = distance interpupillaire ; c(+a) = distance objet ; d = taille de l'objet ; K = point de passage.

Cette estimation utilise la longueur du bras et l'écartement entre les deux yeux (distance interpupillaire) comme étalon de mesure pour un angle. Le pouce placé verticalement vers le haut à l’extrémité du bras tendu se situe en moyenne chez un adulte de 60 à 70 centimètres du visage, tandis que la distance interpupillaire est de 6 à 7 centimètres. Le rapport de longueur varie d'une personne à l'autre dans la plage de 1:7 à 1:12 et doit être idéalement mesuré individuellement pour obtenir les meilleurs résultats de mesure. Pour calculer la distance, on fait appel au théorème de Thalès, voir figure de droite. Un rapport de 1:10 correspond à un angle d'environ 5,7°.

## Réalisation d'une mesure
- Étirez complètement le bras, placez-vous face à la cible, serrez le poing, mettez le pouce vers le haut ;
- fermez un œil, visez la cible avec l'œil ouvert et placez le bord du pouce devant un point reconnaissable de la cible ;
- fermez l'œil ouvert et ouvrez l'autre ;
- le pouce s'est déplacé par rapport à la cible ;
- il faut maintenant estimer la distance à la cible entre le « pouce 1 » et « le pouce 2 » ; une valeur de comparaison connue peut être utile (par ex. la longueur d’une voiture) ;
- cette distance multipliée par 10 donne approximativement la distance de l'observateur à la cible[6].

### Exemple
Dans le premier dessin en haut de la page, la longueur de base de la maison correspond à la parallaxe entre le « pouce 1 » et « pouce 2 ». La largeur de la maison est estimée à environ 7 mètres, la distance estimée à la maison est donc de 70 mètres.

## Mesure d'angle
Pour mesurer la distance angulaire horizontale entre deux points éloignés, plusieurs parallaxes du pouce peuvent être ajoutées en déplaçant à plusieurs reprises le pouce vers l'avant (devant un fond structuré offrant suffisamment de repères) et éventuellement en faisant tourner davantage le corps, générant ainsi des multiples de l'angle de autour de 6°. En inclinant la tête et le pouce latéralement, les angles peuvent être alignés dans différentes directions, par exemple pour déterminer grossièrement les angles d'azimut et d'élévation des étoiles ou les distances angulaires entre deux étoiles.

## Usage militaire
La technique est également utilisée dans l'adressage de cibles par certaines armées : « deux tireurs ennemis à une parallaxe du pouce à gauche de l'arbre ».